# Wrotkarstwo figurowe

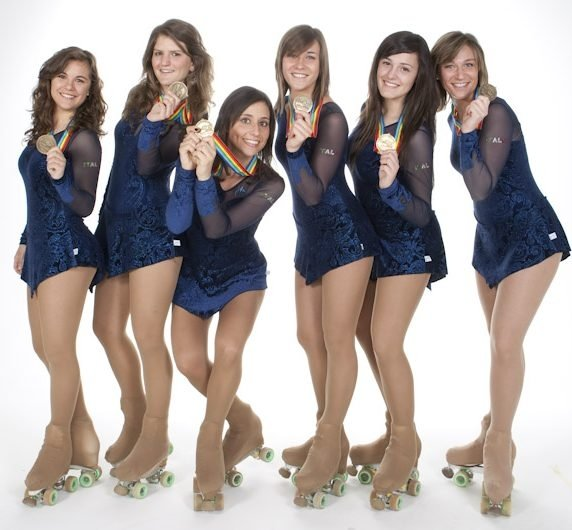
formacja wrotkarstwa synchronicznego

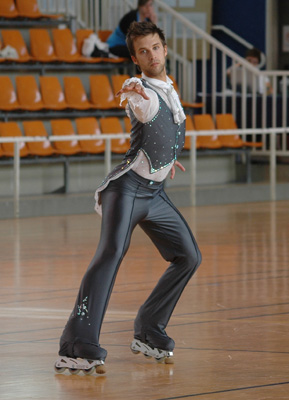
wrotkarz figurowy – solista

Wrotkarstwo figurowe (zwane również artystycznym) – dyscyplina sportowa wywodząca się z łyżwiarstwa figurowego. Zwłaszcza kilkadziesiąt lat temu, kiedy technika nie pozwalała na budowanie lodowisk całorocznych, było ono wręcz dyscypliną zamienną, a najlepsi łyżwiarze figurowi często odnosili sukcesy również na wrotkach.
Wrotkarze figurowi mają do wyboru wrotki tradycyjne – czterokołowe (ang. roller-skates lub quad skates) oraz bardziej nowoczesne łyżworolki (inline skates). Ostatnimi czasy sięgają oni jednak raczej po te drugie.Jazda figurowa na rolkach i wrotkach jest również dyscypliną cyrkową.
W dyscyplinie tej rozgrywane są międzynarodowe zawody, z Mistrzostwami Świata włącznie. Zawodnicy występują w licznych rewiach, przedstawieniach i pokazach, a Międzynarodowa Federacja Sportów Wrotkarskich od lat stara się o włączenie wrotkarstwa artystycznego oraz innych dyscyplin wrotkarskich do programu Letnich Igrzysk Olimpijskich. W związku z rosnącą popularnością i zainteresowaniem nią w Polsce, dnia 14 czerwca 2017 roku, przy Polskim Związku Sportów Wrotkarskich została powołana Komisja ds. jazdy figurowej.

## Zawody wrotkarskie
Zawody we wrotkarstwie figurowym rozgrywają się na specjalnie do tego przeznaczonych halach sportowych o odpowiednich wymiarach (1800 m²) i nawierzchni, zwanymi wrotowiskami, ale niekiedy może je zastąpić odpowiednio przygotowana sala gimnastyczna.
Zawodnicy startują w pięciu kategoriach:
- jeździe solowej pań
- jeździe solowej panów
- parach sportowych
- parach tanecznych
- jeździe synchronicznej

Tak samo, jak łyżwiarze mają do wykonania program skrócony i dowolny, a w przypadku par tanecznych – taniec obowiązkowy, oryginalny i dowolny. Za swoje układy otrzymują noty w wysokości od 1 do 10. Oceniani są za zawartość techniczną programu oraz tzw. wrażenie artystyczne.
Układ programów nie jest całkowicie dowolny – wrotkarze muszą zawrzeć w nich odpowiednią liczbę i rodzaj skoków, piruetów, kroczków, spiral itp. Są to te same rodzaje elementów, jakie wykonują łyżwiarze.